# I-190 (航空機)
I-190 / И-190
ポリカルポフ I-190
- 用途：戦闘機
- 設計者：ニコライ・ポリカールポフ
- 製造者：ポリカルポフ設計局
- 運用者： ソビエト連邦
- 初飛行：1939年12月30日
- 生産数：1機

I-190(ロシア語:И-190イー・ストー・ヂヴィノースタ)は、ポリカルポフが開発したI-153の改良型であり、ソ連最後の複葉戦闘機。
I-153を元としつつ、より高い性能を発揮すべく改良が施されていた。主翼をそれまでの羽布張りから合板張りに変更、エンジンも空冷14気筒エンジンM-88に換装し強化されていた。
1939年12月末に初飛行。I-190の性能はI-153を上回るものであったが、最高速度は最後まで500 km/hを超える事は無く、同時期の単葉機と比べかなり低速であった。開発時の武装はShKAS 7.62mm機銃4丁で、将来的にはUBS 12.7mm機銃とする予定であった。オプションとしてI-153と同様200 kgまでの爆装を可能としていた。
より性能を高める為に他エンジンへの換装やタービン過給機搭載の計画などを行いつつI-190の開発は継続された。しかし1941年2月13日に不時着事故を起こし機体は損傷。複葉機の時代はとうに過ぎ去っていた事もあり計画は破棄された。

## 要目
出典: 
諸元
- 乗員: 1名
- 全長: 6.5 m
- 全高:
- 翼幅: 10.2 m (上翼)、7.5 m (下翼)
- 翼面積: 24.83 m2
- 空虚重量: 1,762 kg
- 運用時重量: 2,112 kg
- 動力: ツマンスキーM-88 複列14気筒空冷星形レシプロエンジン、    × 1
- 燃料: 200 kg
- 潤油: 20 kg

性能
- 最大速度: 375 km/h (海面高度)、488 km/h (高度5,000 m)、450 km/h (高度7,050 m)
- 航続距離: 720 km
- 実用上昇限度: 12,400 m
- 上昇率: 高度5,000 mまで5.9分